# Повітряна куля-літак Вінцентія Смаґловського
Пові́тряна ку́ля-літа́к Вінцентія Смаґловського або Літа́льний апара́т Вінце́нтія Смаґло́вського — проєкт повітряної кулі-літака, розроблений у Львові. Опублікований у рукописі Вінцентія Смаґловського «Мої пропозиції щодо удосконалення повітряного судна, або Теорія повітроплавання, у 1830—1832 роках розроблена». Створено один прототип самим розробником.

## Проєкт
Проєкт розробив у 1830-х роках публіцист і революціонер Вінцентій Смаґловський, якого переслідувала російська та австрійська влада. Проєкт розроблювався протягом трьох років під час перебування політв'язня Вінцентія Смаґловського за ґратами. Робота над проєктом завершена у Львові. Основа проєкту становить ідея польоту птахів. Винахідник вивчав особливості польотів птахів і розглянув можливість м'язольоту й повітряної кулі. Винахід у той час став технічною новинкою. Автор зумів виготовити прототип цього літального апарата.

## Технічні характеристики
Загальна вага апарата — 70 кг;

Несучі поверхні — 2,72 м²;

Розмах крила — 4,68 м.

## Галерея

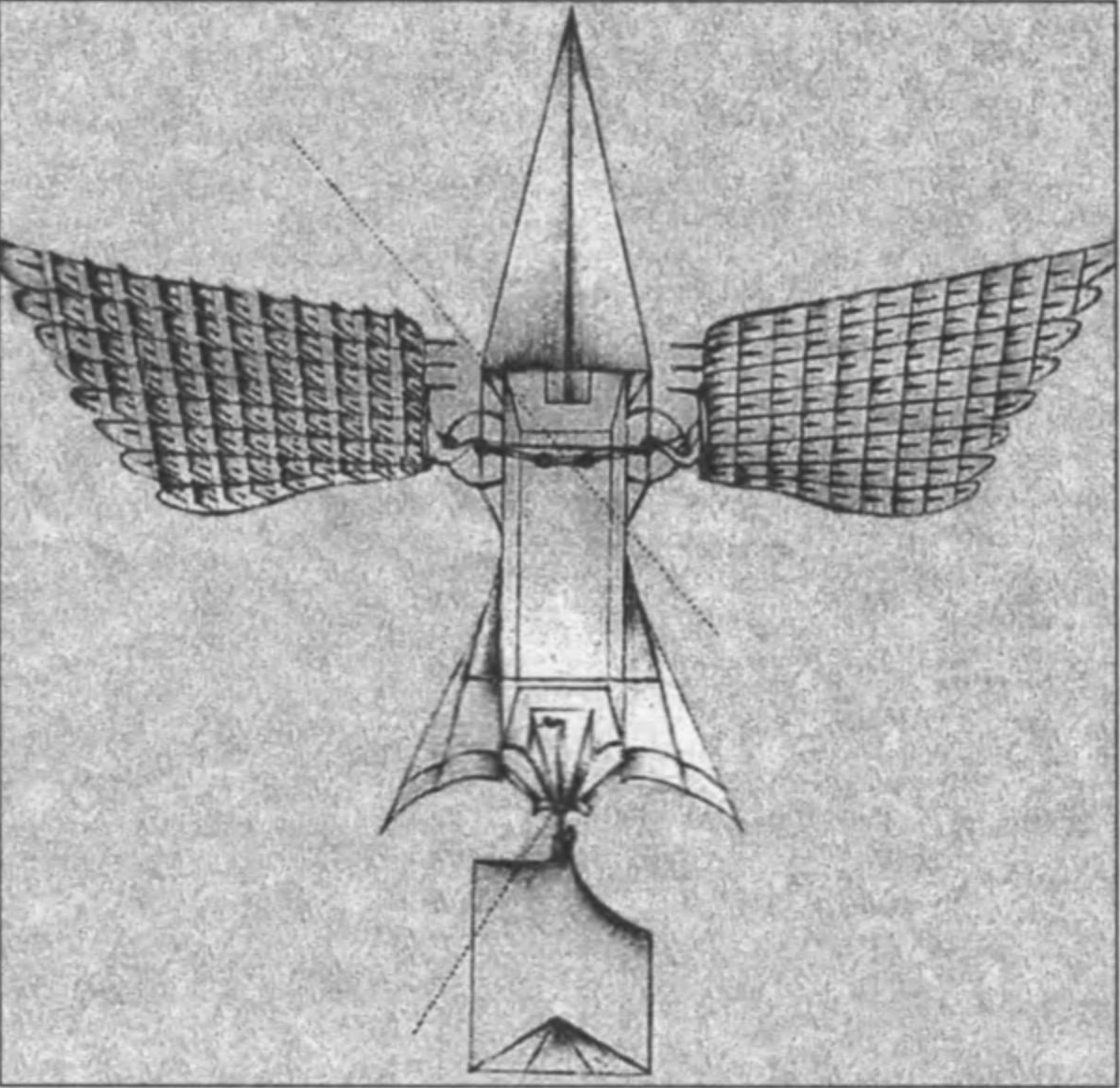
Гондола
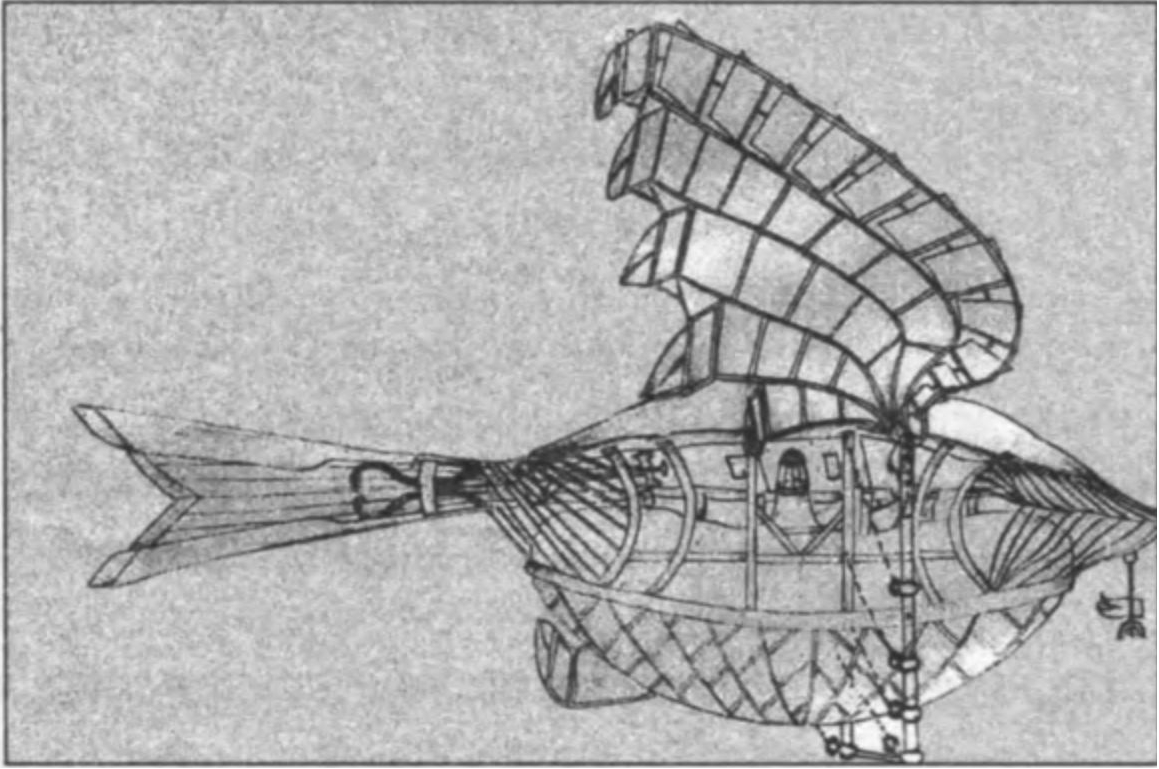
Гондола. Вид збоку
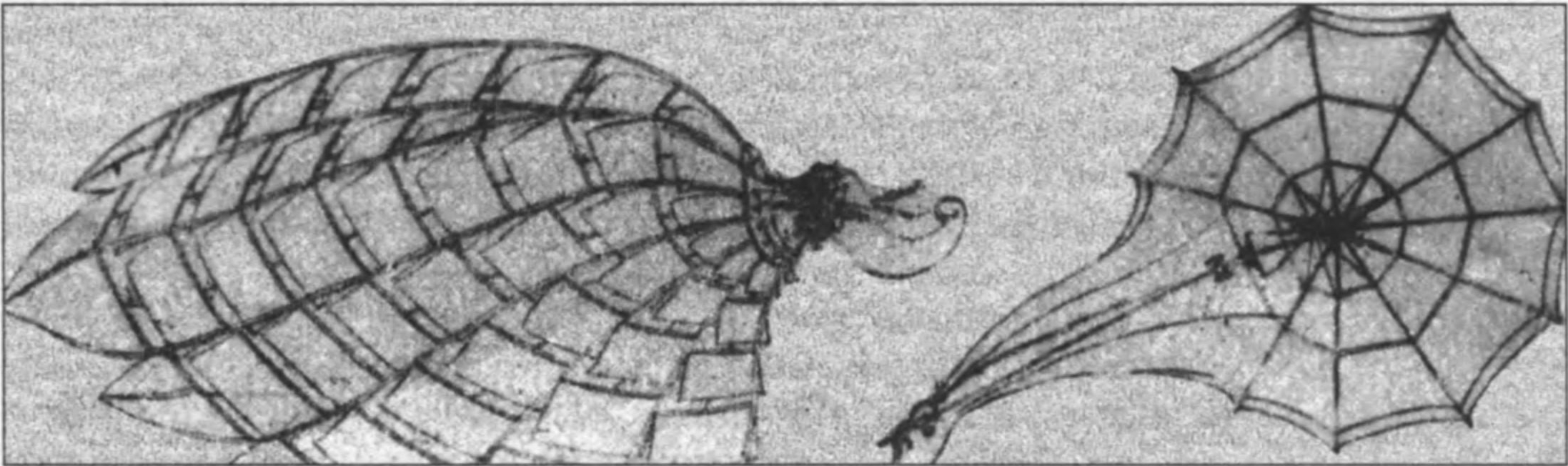
Крила. Вид знизу